# Piruapsis antennatus
Piruapsis antennatus là một loài bọ cánh cứng trong họ Cerambycidae.